# Edward Castronova
Edward Castronova est professeur associé en télécommunication à l'Indiana University Bloomington. En 2004 il était professeur associé en économie à l'université de Fullerton en Californie. 
Son travail sur les mondes virtuels et leurs économies, et en particulier sur le jeu de rôle en ligne EverQuest  a éveillé un grand intérêt. Son travail sur Norrath, le monde imaginaire d'EverQuest, « Virtual Worlds: A First-Hand Account of Market and Society on the Cyberian Frontier », paru en 2001, est accessible gratuitement en ligne sur SSRN. Il y déclare par exemple que Norrath produit un PIB qui le place au 77e rang mondial, entre la Russie et la Bulgarie, plus élevé que celui de la Chine ou de l'Inde, et que l'unité de base de la devise d'Everquest a une valeur réelle supérieure au Yen ou à la Lire italienne.

### Publications
- Castronova, Edward. "Virtual Worlds: A First-Hand Account of Market and Society on the Cyberian Frontier," CESifo Working Paper No. 618, December 2001.
- Castronova, Edward. "On Virtual Economies," CESifo Working Paper Series No. 752, July 2002.
- Castronova, Edward. "The Price of  'Man'  and 'Woman': A Hedonic Pricing Model of Avatar Attributes in a Synthethic World," CESifo Working Paper Series No. 957, June 2003.

### Média
- BBC News - Virtual gaming worlds overtake Namibia
- Norrath Economic Report Now Available - Slashdot.org on Castronova's report
- The Walrus Magazine: "On-line fantasy games have booming economies and citizens who love their political systems. Are these virtual worlds the best place to study the real one?"
- TEDx Video "Be A Gamer" (2011)

### Livres
- Edward Castronova. Synthetic Worlds. University of Chicago Press (2005).  (ISBN 0-226-09626-2)
- Edward Castronova. Exodus to the Virtual World, Palgrave Macmillan (2007).  (ISBN 1-4039-8412-3)
- Edward Castronova. Wildcat Currency. Yale University Press (2014).  (ISBN 0300186134)